# Olympische Sommerspiele 2024/Kanu – Einer-Kajak Slalom (Frauen)
Der Kanuslalomwettbewerb im Einer-Kajak der Frauen (Kurzbezeichnung: K1) bei den Olympischen Spielen 2024 in Paris wurde am 27. und 28. Juli ausgetragen. Schauplatz der Wettkämpfe war das Stade d’eau vive Vaires-sur-Marne im Ort Vaires-sur-Marne, östlich des Großraums Paris.

## Ergebnisse

### Vorlauf
Anmerkung: Die Strafe, also die Strafsekunden, sind bereits in der Zeit mit einberechnet.
| Platz | Kanutin                 | Nation             | Lauf 1   | Lauf 1 | Lauf 1 | Lauf 2   | Lauf 2 | Lauf 2 | Gesamt    |
| Platz | Kanutin                 | Nation             | Zeit     | Strafe | Rang   | Zeit     | Strafe | Rang   | Defizit   |
| ----- | ----------------------- | ------------------ | -------- | ------ | ------ | -------- | ------ | ------ | --------- |
| 1     | Jessica Fox             | Australien         | 95,20 s  | 0      | 2      | 92,18 s  | 0      | 1      |           |
| 2     | Klaudia Zwolińska       | Polen              | 96,33 s  | 4      | 5      | 93,03 s  | 0      | 2      | + 0,85 s  |
| 3     | Camille Prigent         | Frankreich         | 94,67 s  | 2      | 1      | 93,25 s  | 0      | 3      | + 1,07 s  |
| 4     | Evy Leibfarth           | Vereinigte Staaten | 97,24 s  | 0      | 8      | 93,84 s  | 0      | 4      | + 1,66 s  |
| 5     | Antonie Galušková       | Tschechien         | 96,42 s  | 0      | 6      | 94,49 s  | 0      | 5      | + 2,31 s  |
| 6     | Ricarda Funk            | Deutschland        | 97,15 s  | 2      | 7      | 94,95 s  | 2      | 6      | + 2,77 s  |
| 7     | Stefanie Horn           | Italien            | 99,64 s  | 2      | 15     | 95,43 s  | 2      | 7      | + 3,25 s  |
| 8     | Corinna Kuhnle          | Österreich         | 98,24 s  | 0      | 11     | 95,67 s  | 0      | 8      | + 3,49 s  |
| 9     | Eliška Mintálová        | Slowakei           | 95,67 s  | 2      | 3      | 99,76 s  | 4      | 18     | + 3,49 s  |
| 10    | Mònica Dòria Vilarrubla | Andorra            | 95,93 s  | 0      | 4      | 98,51 s  | 4      | 15     | + 3,75 s  |
| 11    | Eva Terčelj             | Slowenien          | 99,08 s  | 4      | 13     | 95,93 s  | 2      | 9      | + 3,75 s  |
| 12    | Kimberley Woods         | Großbritannien     | 97,31 s  | 0      | 9      | 95,95 s  | 4      | 10     | + 3,77 s  |
| 13    | Maialen Chourraut       | Spanien            | 101,06 s | 0      | 17     | 96,33 s  | 2      | 11     | + 4,15 s  |
| 14    | Ana Satila              | Brasilien          | 98,83 s  | 0      | 12     | 96,88 s  | 0      | 12     | + 4,70 s  |
| 15    | Luuka Jones             | Neuseeland         | 102,90 s | 6      | 19     | 97,13 s  | 4      | 13     | + 4,95 s  |
| 16    | Martina Wegman          | Niederlande        | 98,00 s  | 2      | 10     | 100,61 s | 4      | 19     | + 5,82 s  |
| 17    | Alena Marx              | Schweiz            | 102,13 s | 2      | 18     | 98,22 s  | 0      | 14     | + 6,04 s  |
| 18    | Wiktorija Us            | Ukraine            | 100,42 s | 0      | 16     | 98,65 s  | 0      | 16     | + 6,47 s  |
| 19    | Carole Bouzidi          | Algerien           | 99,41 s  | 0      | 14     | 99,50 s  | 0      | 17     | + 7,23 s  |
| 20    | Li Shiting              | China              | 110,39 s | 2      | 23     | 101,63 s | 2      | 20     | + 9,45 s  |
| 21    | Aki Yazawa              | Japan              | 106,01 s | 4      | 20     | 107,16 s | 4      | 22     | + 13,83 s |
| 22    | Lois Betteridge         | Kanada             | 106,45 s | 2      | 21     | 106,21 s | 2      | 21     | + 14,03 s |
| 23    | Chang Chu-han           | Chinesisch Taipeh  | 109,92 s | 2      | 22     | 117,93 s | 2      | 24     | + 17,74 s |
| 24    | Madison Corcoran        | Irland             | 159,62 s | 54     | 25     | 115,93 s | 4      | 23     | + 23,75 s |
| 25    | Sofía Reinoso           | Mexiko             | 122,40 s | 4      | 24     | 120,93 s | 8      | 25     | + 28,75 s |

### Halbfinale
Anmerkung: Die Strafe, also die Strafsekunden, sind bereits in der Zeit mit einberechnet.
| Platz | Kanutin                 | Nation             | Zeit     | Strafe | Defizit   |
| ----- | ----------------------- | ------------------ | -------- | ------ | --------- |
| 1     | Ricarda Funk            | Deutschland        | 99,31 s  | 2      |           |
| 2     | Klaudia Zwolińska       | Polen              | 99,84 s  | 0      | + 0,53 s  |
| 3     | Kimberley Woods         | Großbritannien     | 99,87 s  | 0      | + 0,56 s  |
| 4     | Stefanie Horn           | Italien            | 101,04 s | 0      | + 1,73 s  |
| 5     | Ana Satila              | Brasilien          | 102,23 s | 0      | + 2,92 s  |
| 6     | Eliška Mintálová        | Slowakei           | 103,07 s | 0      | + 3,76 s  |
| 7     | Camille Prigent         | Frankreich         | 104,36 s | 0      | + 5,05 s  |
| 8     | Jessica Fox             | Australien         | 104,38 s | 2      | + 5,07 s  |
| 9     | Luuka Jones             | Neuseeland         | 104,91 s | 0      | + 5,60 s  |
| 10    | Eva Terčelj             | Slowenien          | 105,11 s | 2      | + 5,80 s  |
| 11    | Maialen Chourraut       | Spanien            | 106,21 s | 0      | + 6,90 s  |
| 12    | Corinna Kuhnle          | Österreich         | 106,25 s | 2      | + 6,94 s  |
| 13    | Martina Wegman          | Niederlande        | 106,38 s | 4      | + 7,07 s  |
| 14    | Carole Bouzidi          | Algerien           | 108,75 s | 2      | + 9,44 s  |
| 15    | Evy Leibfarth           | Vereinigte Staaten | 109,54 s | 2      | + 10,23 s |
| 16    | Li Shiting              | China              | 111,04 s | 2      | + 11,73 s |
| 17    | Aki Yazawa              | Japan              | 114,50 s | 4      | + 15,19 s |
| 18    | Wiktorija Us            | Ukraine            | 120,76 s | 6      | + 21,45 s |
| 19    | Alena Marx              | Schweiz            | 123,62 s | 4      | + 24,31 s |
| 20    | Lois Betteridge         | Kanada             | 127,67 s | 8      | + 28,36 s |
| 21    | Antonie Galušková       | Tschechien         | 155,66 s | 50     | + 56,35 s |
| 22    | Mònica Dòria Vilarrubla | Andorra            | 156,28 s | 54     | + 56,97 s |

### Finale
Anmerkung: Die Strafe, also die Strafsekunden, sind bereits in der Zeit mit einberechnet.
| Platz | Kanutin           | Nation         | Zeit     | Strafe | Defizit   |
| ----- | ----------------- | -------------- | -------- | ------ | --------- |
| 1     | Jessica Fox       | Australien     | 96,08 s  | 0      |           |
| 2     | Klaudia Zwolińska | Polen          | 97,53 s  | 0      | + 1,45 s  |
| 3     | Kimberley Woods   | Großbritannien | 98,94 s  | 0      | + 2,86 s  |
| 4     | Ana Satila        | Brasilien      | 100,69 s | 0      | + 4,61 s  |
| 5     | Stefanie Horn     | Italien        | 101,43 s | 0      | + 5,35 s  |
| 6     | Camille Prigent   | Frankreich     | 101,67 s | 2      | + 5,59 s  |
| 7     | Eva Terčelj       | Slowenien      | 101,73 s | 0      | + 5,65 s  |
| 8     | Luuka Jones       | Neuseeland     | 102,33 s | 2      | + 6,25 s  |
| 9     | Eliška Mintálová  | Slowakei       | 102,98 s | 2      | + 6,90 s  |
| 10    | Corinna Kuhnle    | Österreich     | 103,09 s | 4      | + 7,01 s  |
| 11    | Ricarda Funk      | Deutschland    | 149,08 s | 50     | + 53,00 s |
| 12    | Maialen Chourraut | Spanien        | 157,67 s | 52     | + 61,59 s |